# Dom Towarowy Smyk

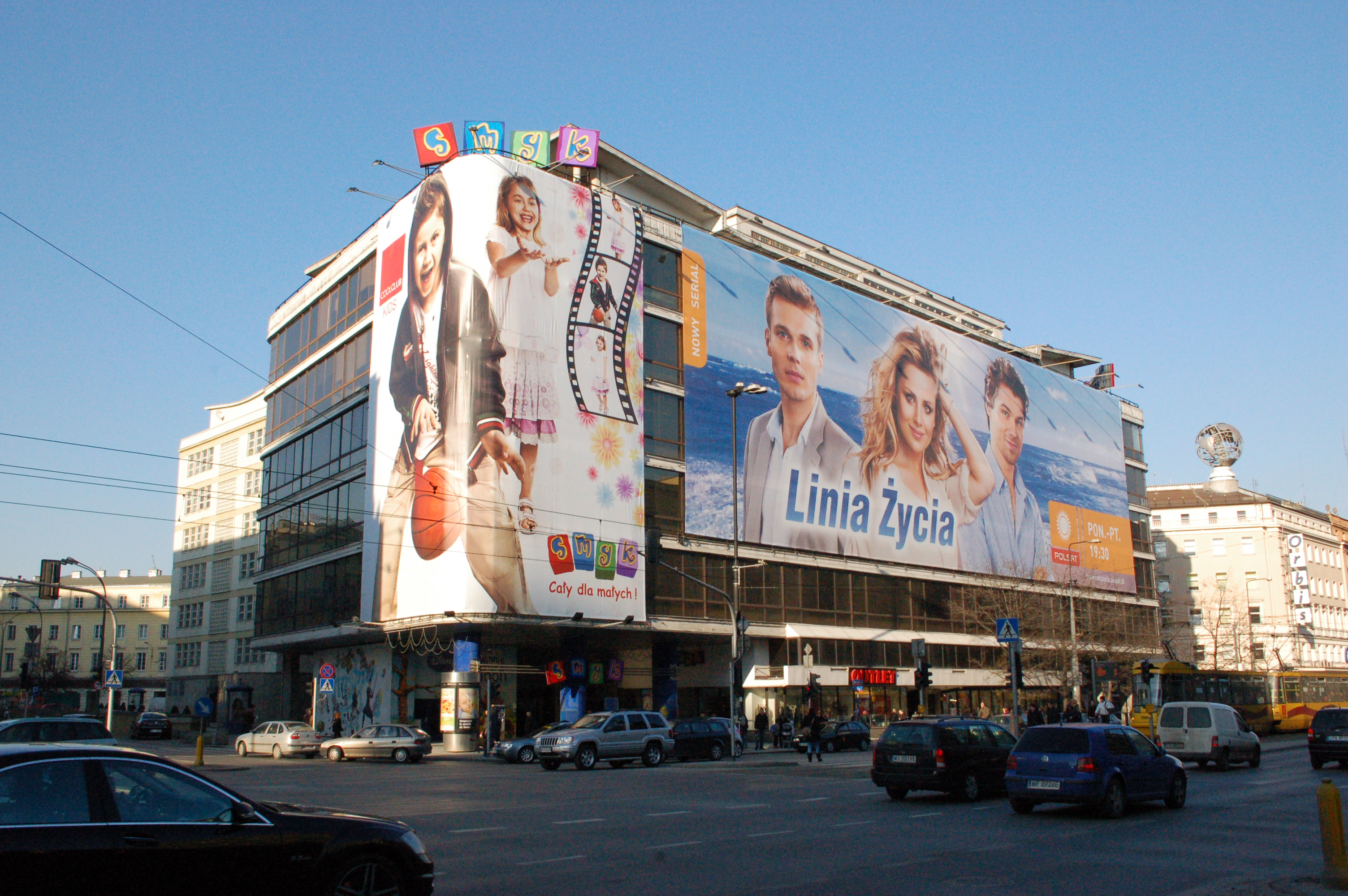
Das Warenhaus aus südlicher Sicht (von der Krucza-Straße aus), im Frühjahr 2011 mit großformatigen Werbungen plakatiert

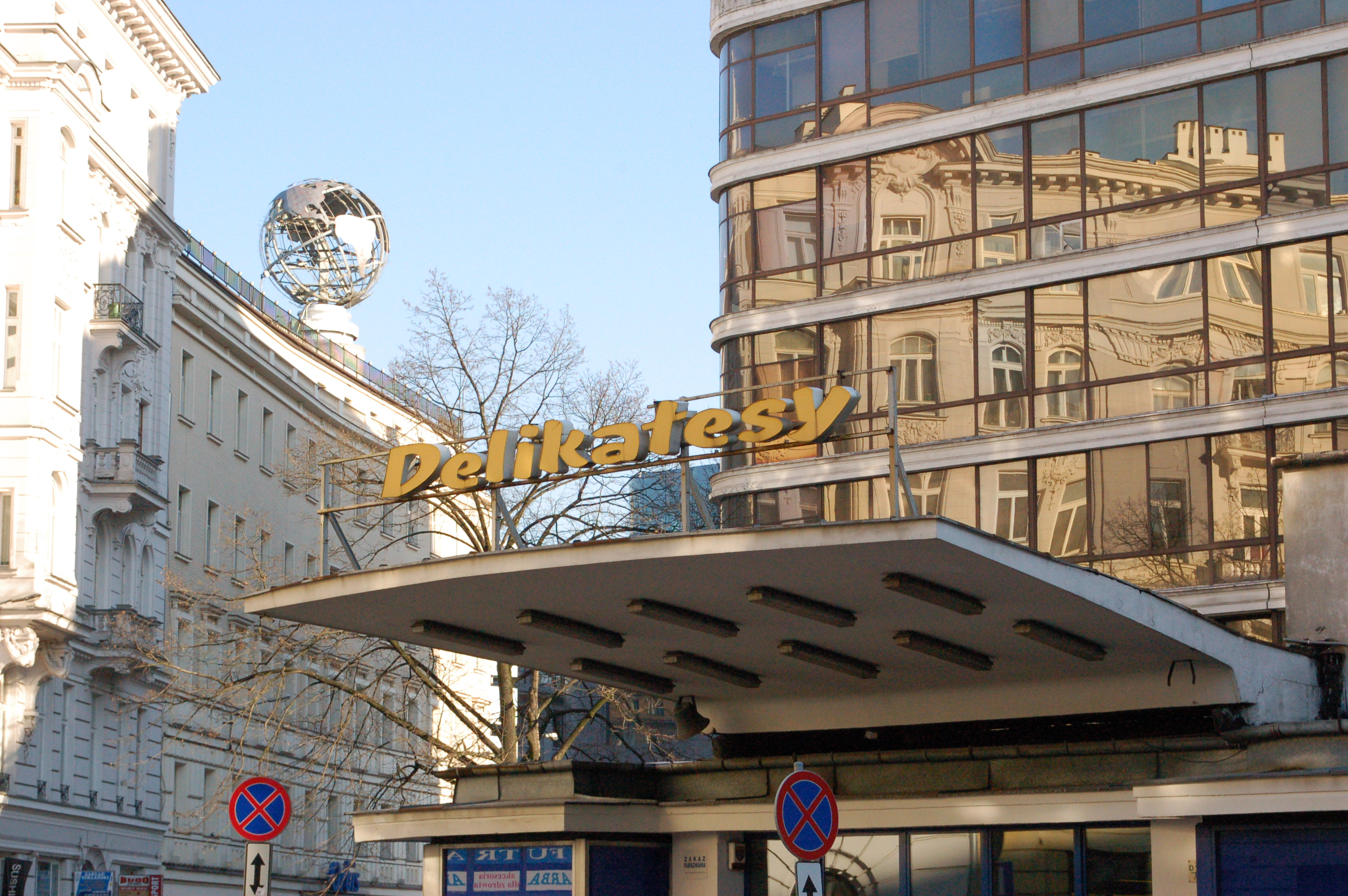
Der Eingang zum ehemaligen Lebensmittelgeschäft auf der Rückseite des Warenhauses. Im Hintergrund der „Orbis“-Globus auf dem Gebäude der gleichnamigen Tourismus-Gruppe

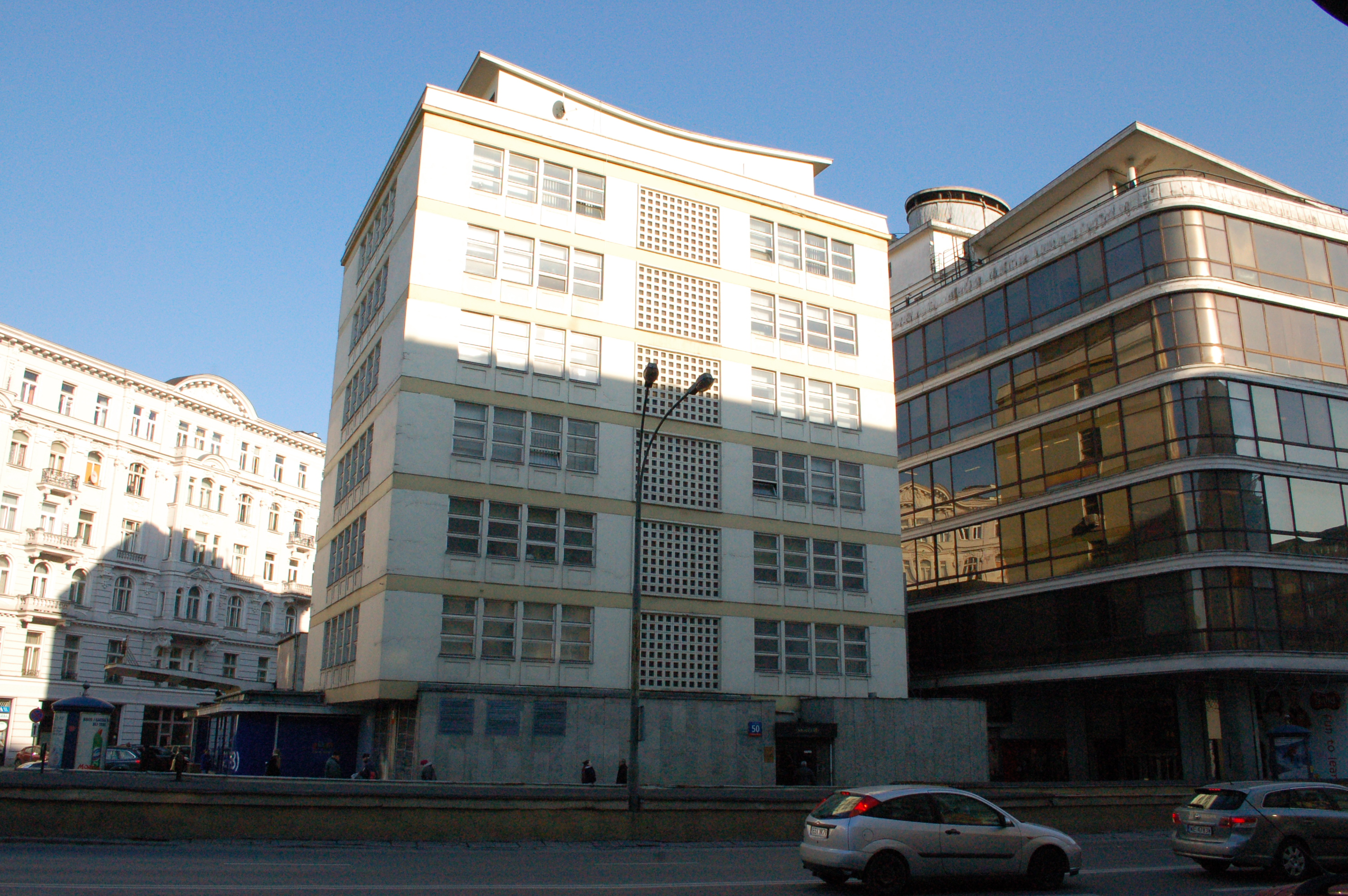
Das kleine Bürogebäude an der Krucza-Straße, in dem die Verwaltung untergebracht war

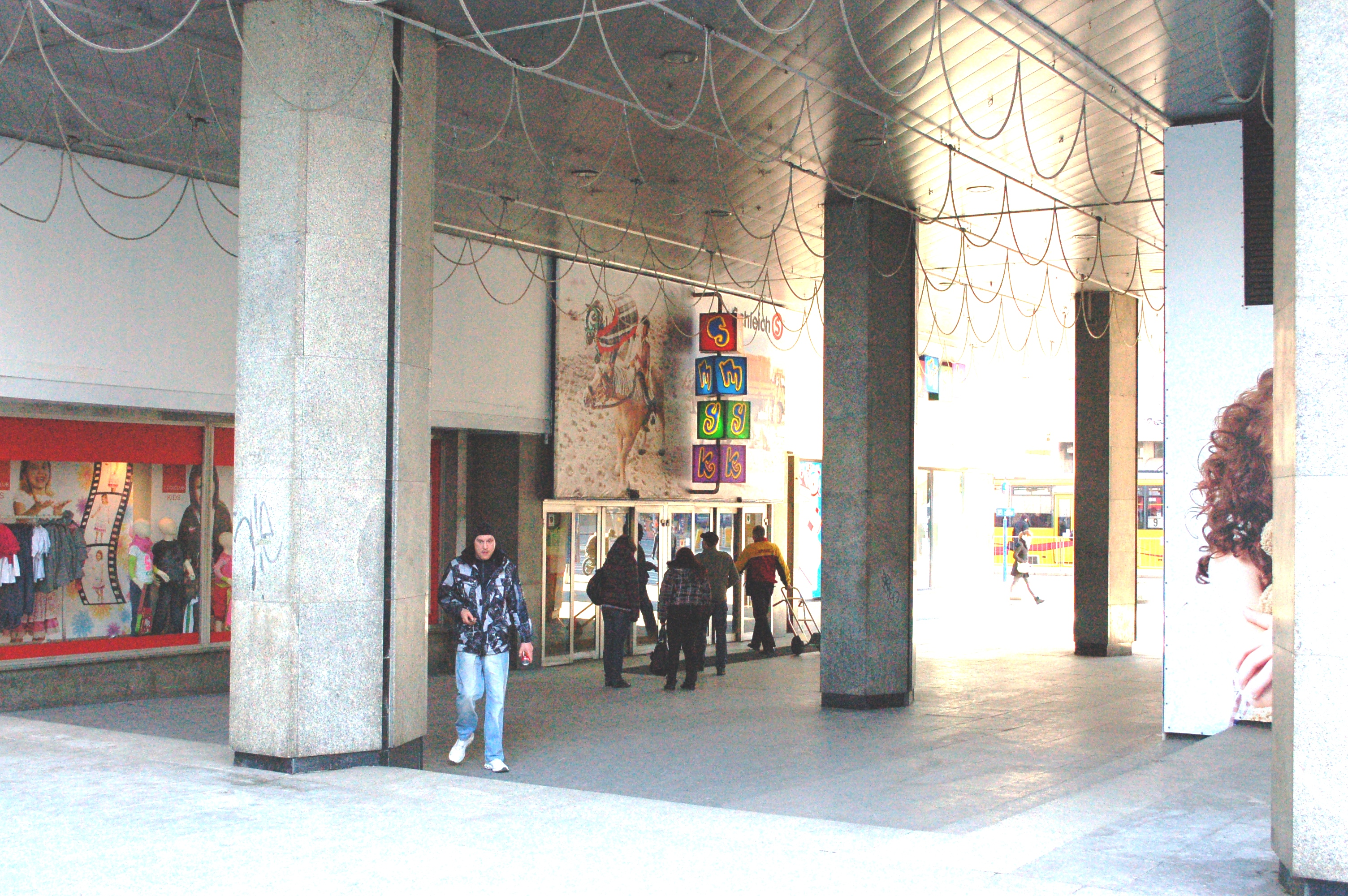
Der Eingangsbereich an der Westspitze des Warenhauses

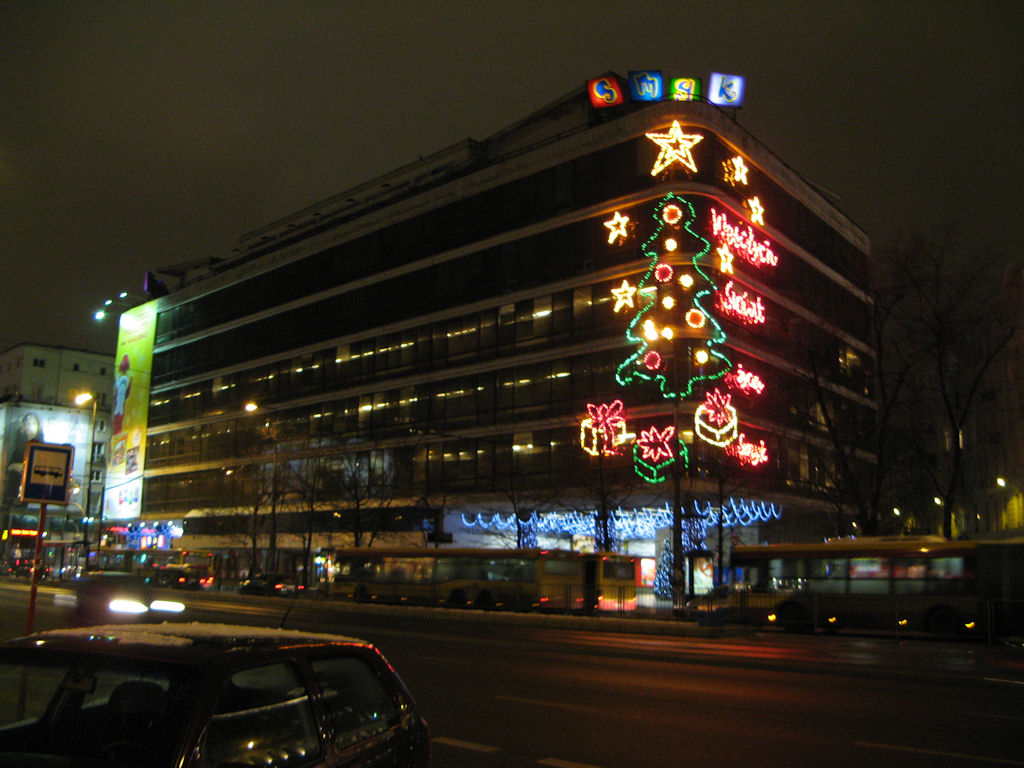
Weihnachtliche Nachtbeleuchtung an der Ostspitze der Fassade

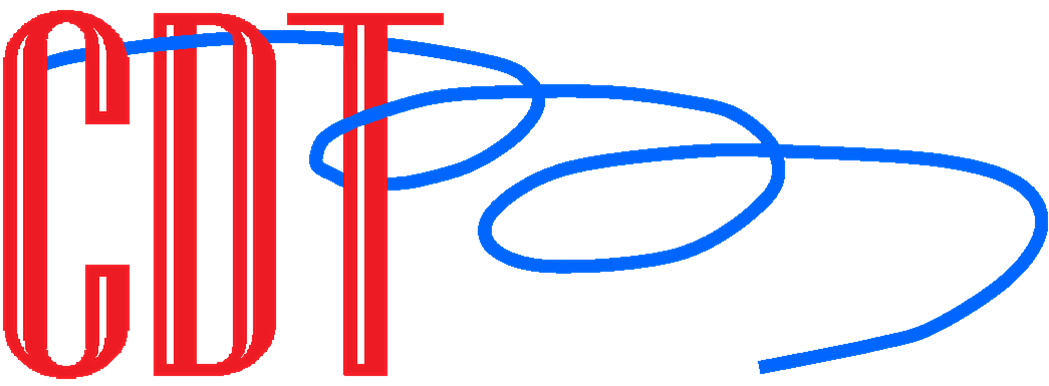
Das bis in die 1970er verwendete Logo „CDT“ an der Außenfassade

Das Einkaufszentrum Dom Towarowy Smyk (auch Dom Handlowy Smyk genannt) in der Warschauer Innenstadt ist ein architektonisch herausragendes Zweckgebäude der Nachkriegszeit in Polen. Das westliche Design des Gebäudes erregte den Ärger von Architekturanhängern des sowjetisch bestimmten sozialistischen Realismus. Ursprünglich als allgemeines Warenhaus unter dem Kürzel „CDT“ (Centralny Dom Towarowy) in den Jahren 1948 bis 1952 errichtet, dient es seit 1971 als Kinder- und Spielwarenkaufhaus. Derzeit ist hier das größte von der Smyk-Gruppe betriebene Geschäft untergebracht.

## Lage
Das Gebäude liegt quasi in einem Straßendreieck an der Warschauer West-Ost-Hauptverkehrsmagistrale Jerozolimskie-Allee und wird im Westen von der hier vierspurigen Krucza-Straße sowie im Nordosten von der als Parkplatz ausgestalteten, kleinen Bracka-Straße umgeben. Offiziell endet hinter dem Gebäude noch die von der Marszałkowska-Straße kommende Widok-Straße, praktisch existiert dieser Straßenstummel aber nicht. Zum Zeitpunkt seines Baus war das Einkaufszentrum zentral im damaligen Hauptgeschäftsviertel Warschaus – zwischen den heutigen Dmowski- und de-Gaulle-Verkehrskreiseln – gelegen. Die Anschrift des Warenhauses lautet Bracka-Straße 15/19, das ostwärtige Nachbargebäude (Bracka-Straße 16) mit seinem markanten, beleuchteten Globus auf dem Dach war Sitz des staatlichen Tourismuskonzerns  Polskie Biuro Podróży Orbis.

## Geschichte
Den Wettbewerb um den Bau eines modernen Kaufhauses gewannen 1948 die Architekten Zbigniew Ihnatowicz und Jerzy Romanski trotz des von ihnen gewählten Stils der Moderne. Im selben Jahr begannen die Bauarbeiten an dem Gebäude. Am 22. Juli 1951 fand die Eröffnung des Warenhauses als Centralny Dom Towarowy, Kurzform:  CDT, statt. In den ersten drei Tagen hatten bereits 80.000 Personen das Geschäft besucht.

### Moderne vs. Sozrealismus
Zum Ende der Bauzeit wurde die Kritik an dem im Stil der späten Moderne gestalteten Gebäude größer. Die Stilrichtung entsprach nicht mehr der aktuellen Vorgabe, sozialistisch-realistisch zu bauen. Der zu „kosmopolitische“ Ansatz des Warenhauses störte ideologische Vertreter in der Baubehörde der Stadt. Sie versuchten eine Umgestaltung des noch im Bau befindenden Gebäudes durchzusetzen. Ihnatowicz und Romanski konnten die Fassade gemäß ihren Plänen fertigstellen, mussten die Innengestaltung aber an das städtische Architekturbüro Miastoprojekt abgeben, das die ursprüngliche Optik im Innenbereich mit Elementen des Sozrealismus mischte. Obwohl eines der prägnantesten Gebäude der frühen Nachkriegszeit, wurde das CDT wegen seines westlichen Stils in der Fachpresse oder Bildbänden zur Warschauer Architektur in den ersten Jahren seines Bestehens kaum erwähnt. Wenn doch, so wurde darauf hingewiesen, dass es eine veraltete Architekturauffassung vertrete. Erst in den späten 1950er Jahren konnten Ihnatowicz und Romanski im Rahmen von Unterhaltungsarbeiten den Innenbereich nach ihren Ursprungsplänen umgestalten. Und auch erst zu dieser Zeit konnte die Leistung der Architekten öffentlich gewürdigt werden:

„Es mag ausreichen, auf ein sich vor dem CDT befindendes Pferd und das Gesicht seines Kutschers zu schauen, um zu verstehen, wie empörend sie in ihrem offensichtlichen Anachronismus sind, und wie gut ein modernes Auto vor diesem Hintergrund aussieht (polnisch: Dosc spojrzec na mnie konia i dorozkarza przylapanych przed CDT-em, aby uswiadomic sobie, jak dalece krepuje ich oczywistosc anachronizmu, jak dobrze natomiast wyglada na tym tle nowoczesny samochod)“

Nach Eröffnung größerer Warenhäuser in der Ściana Wschodnia an der Marszałkowska-Straße wurde das CDT zu dem zentralen Kinderkaufhaus Warschaus. Im Jahr 1964 kam es zu einem Raubüberfall im Warenhaus, bei dem die Täter über eine Million Złoty erbeuteten und einen Wachmann erschossen.

### Der Brand von 1975
Am 21. September 1975 begann das Gebäude in den Abendstunden wegen eines defekten Aufzugsaggregats im 6. Stock zu brennen. Bis Mitternacht brannten auch darunterliegende Stockwerke aus; es kam um 20:30 Uhr auch zu einer Explosion. Dennoch wurde die Betonstruktur nicht ernsthaft beschädigt. Um den folgenden Wiederaufbau kostengünstig zu gestalten, wurden die zerstörten Innenbereiche sehr viel schlichter wiederhergestellt als vor dem Brand. Auch die Außenfassade verlor durch die Verwendung eine billigeren Glas-/Aluminiumkonstruktion ihre vertikale Strukturierung und damit viel von ihrem ursprünglichen Charme. 1977 konnte das Gebäude – nun umbenannt als Kinderkaufhaus „Smyk“ – wieder eröffnet werden. In den 1980er Jahren wurde das Kaufhaus Teil der die Marszałkowska-Warenhäuser umfassenden CDT-Gruppe.

### Nach der Wende
Nachdem 1998 Domy Towarowe Centrum (DTC) privatisiert wurde, erfolgte im Jahr 2000 die Abtrennung der „Smyk“-Warenhäuser von der CDT-Gruppe; fortan formierten sie als Smyk Sp. z o.o. Im März 2004 entstand aus der Mutter-Holdinggesellschaft NFI Empik Media & Fashion (vormals NFI Hetman) die Empik Media & Fashion (EM&F Group). In dieser Phase erfolgte eine Aufteilung des gesamten, hier gebündelten Handels- und Immobiliengeschäftes. Dom Towarowy Smyk gehört heute der Cedet Sp. z o.o., die eine Tochtergesellschaft der Immobilien-Entwicklungsholding Centrum Development & Investments (CDI) ist, zu der verschiedene Warenhäuser und Shopping-Center in Polen gehören. Die CDI gehört mehrheitlich zur Eastbridge-Gruppe. Die Handelskette „Smyk“ ist der Hauptmieter des Objektes.

### Geplante Entwicklung
Bis 2012 soll der Gebäudekomplex überholt und ausgebaut werden. Zu diesem Zweck übernahm die belgische Firma Immobel das Objekt von der CDI. Aufgrund der Finanzkrise der Jahre 2008 und 2009 hatte CDI die bereits seit Längerem geplante Entwicklung des Gebäudeensembles verschoben. Die kürzlich von der Eastbridge-Gruppe übernommene Immobel soll die Pläne nun ausführen.
Unter den Architekten Andrzej Choldzynski (ein ehemaliger Schüler von Ihnatowicz) und Wojciech Grabianowski von RKW Architektur + aus Düsseldorf entstand ein Projekt, das die Gesamtnutzfläche auf 35.000 Quadratmeter erhöhen wird. Neben einer Instandsetzung des Warenhauses an der Jerozolimskie-Allee in seinen originalen Zustand soll im rückwärtigen Bereich der einstöckige Flachbau unter Integration des bestehenden Bürohauses einer modernen Gesamtbebauung des dreieckigen Areals weichen. Das Warenhaus selbst soll seine vertikale und horizontale Fassadenstruktur auf Basis eines Holz- und Metallrahmens zurückerhalten. Vermutlich wird sogar das Logo aus den Anfangsjahren (CDT mit einer mehrstöckigen Spirale) an die Fassade montiert. Der Gesamtkomplex soll mit harmonisch ineinandergreifenden, alten wie neuen Baustrukturen wie ein „aus mehreren Kristallen gebildeter Gesamtkristall“ („kryształem zbudowanym z mniejszych kryształów“) wirken. Im Obergeschoss des Neubaus soll ein zusätzliches Restaurant entstehen.

## Architektur
Das Gebäude wurde in dem in Warschau beliebten Vorkriegsstil des Modernismus der 1920er Jahre gestaltet. Es ist einfach und funktional gehalten und verwendet keine effektheischenden Dekorationselemente. Der Gebäudekomplex umfasste bei Fertigstellung rund 95.000 Kubikmeter Volumen sowie 10.000 Quadratmeter Verkaufsfläche. Im Erdgeschoss sowie den fünf Obergeschossen des Hauptgebäudes wurde verkauft. Auf einer Mezzaninebene im hohen Erdgeschoss wurde zur Straße hin ein Café mit 200 Sitzplätzen eingerichtet, im Dachgeschoss gab es ein Restaurant mit rund 400 Plätzen. Neben dem Hauptgebäude wurden zwei weitere Einheiten errichtet: Im rückwärtig-nördlich liegenden eingeschossigen Flachbau befand sich die Lebensmittelhandlung „Gastronomia“. In einem separaten 7-geschossigen, kleinen Bürogebäude war die Verwaltung des Warenhauses untergebracht. Direkt neben dem Eingang zu dem Bürogebäude wurde eine Rampe zum Kellergeschoss des Warenhauses gebaut, über die LKW anliefern konnten.
Das Gebäude besteht aus einem Stahl-Betonskelett mit Lift- und Treppenkernen. Die Fassade mit ihren runden Ecken bestand ursprünglich aus einer Metall-Eichenholz-Konstruktion und war als erstes Gebäude Warschaus sonnenschutzverglast. Nach dem Brand von 1975 und dem folgenden Umbau wurde eine Fassade aus getöntem und verspiegeltem Glas auf eine billigere Aluminiumkonstruktion gesetzt; die vertikalen Strukturen gingen dabei verloren. Die Fassade der der Jerozolimskie-Allee zugewandten Südseite war zur Aufnahme der großen Neonreklame (siehe Bild) vorbereitet.
Im Innenbereich gab es neben sechs 8-Personen- und vier Lastenfahrstühlen auch Rolltreppen; es war das zweite Gebäude, das in Warschau mit Rolltreppen ausgerüstet wurde. Das Warenhaus war außerdem mit zwei regulären sowie zwei Nottreppenhäusern ausgerüstet. Die Eingangshalle war ursprünglich mit Terrakotta-Kacheln an den Wänden und einem Eichenholzfußboden ausgestattet. Die Verkaufsräume wurden von Beton-, Stahl- und Glaselementen dominiert. Daneben wurden Skulpturen und Gemälde im postmodernen Stil verwendet.